# Першинг, Джон
Джон Джозеф (Блэк Джек) Пе́ршинг (англ. John Joseph Pershing, 13 сентября 1860, близ Лэклейда, штат Миссури — 15 июля 1948, Вашингтон) — генерал американской армии, участник испано-американской и Первой мировой войн. Единственный, кто при жизни получил высшее персональное воинское звание в армии США — Генерал армий Соединённых Штатов.

## Биография

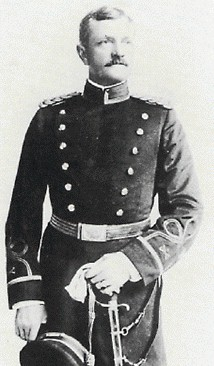
Джон Дж. Першинг в звании капитана. Около 1902 года

Джон Першинг родился на ферме в штате Миссури недалеко от города Леклейд, в который переехал в 1861, после того, как его отец купил там склад. Окончил школу в 1878, в 1880—1882 учился в Первой миссурийской нормальной школе (впоследствии Университет штата имени Трумэна в Керксвилле), весной 1882 поступил в Военную академию в Вест-Пойнте, которую окончил в 1886, 30-м из класса в 77 кадетов. Суперинтендант академии, генерал Уэсли Меррит, особо отметил его выдающиеся способности. Першинг получил звание второго лейтенанта американской армии. Служил в 6-м кавалерийском полку (первоначально расквартированном в штате Нью-Мексико, впоследствии в Калифорнии, Аризоне, Северной Дакоте и Айове), участвовал в операциях против апачей и сиу; в 1890 принял участие в подавлении последних восстаний сиу в Су-Сити. С 1891 по 1895 преподавал военное дело в Университете Небраски-Линкольна, получив в то же время юридическое образование. В 1895 был повышен в звании до первого лейтенанта и переведён в 10-й кавалерийский полк (Форт-Ассинибойн), который состоял из афроамериканских солдат под командованием белых офицеров (впоследствии служба в частях, состоящих преимущественно из чернокожих солдат, принесла ему прозвище «Блэк Джек»). С 1897 служил инструктором тактики в Вест-Пойнте.
В 1898, во время Испано-американской войны, участвовал в сражениях на Кубе. С 1899, во время Испано-филиппинской войны, служил на Филиппинах, где в 1901 получил звание капитана, в 1901 участвовал в военных действиях в Китае во время подавления Боксёрского восстания.
Першинг вернулся в США в 1903 и в 1905 указом Теодора Рузвельта был повышен в звании сразу до бригадного генерала (минуя при этом 3 звания и обойдя 835 офицеров более высокого ранга). В 1905 получил должность военного атташе в Токио и во время Русско-японской войны находился при японской армии в Маньчжурии, выполняя обязанности наблюдателя. С 15 сентября 1906 — бригадный генерал. В 1908 был военным наблюдателем на Балканах, после чего в 1909 вернулся на Филиппины, где служил до 1912, занимая должность губернатора провинции Моро. С января 1914 командовал 8-й бригадой в Форт Блиссе (Техас), в 1916—1917 возглавлял её во время карательной экспедиции американских сил в Мексике (во время Мексиканской революции). С 25 сентября 1916 — генерал-майор.

## Первая мировая война
Когда США вступили в Первую мировую войну на стороне Антанты, Джон Першинг был 10 мая 1917 назначен командующим Американскими экспедиционными силами во Франции, при этом 6 октября 1917 повышен в звании до полного генерала (первым после Шеридана в 1888). В августе 1917 прибыл во Францию.
Долгое время численность американской экспедиционной армии была невелика, существенную роль она впервые сыграла только во время второго сражения на Марне летом 1918 года. В сентябре 1918 Першинг руководил Сен-Мийельской операцией. При разделении американских войск во Франции на две армии назначен 10 октября 1918 главнокомандующим всеми американскими войсками в Европе.
Першинг, выпускник Вест-Пойнта, был служакa, который приходил в ярость от малейшего нарушения военных регламентаций. Он был отчасти немецкого происхождения, восхищался дисциплиной и военными умениями немцев, и пытался заставить свои войска подражать им. Ещё он был сентиментальным семьянином, чьи письма жене Франсез обычно начинались словами «Моя любимая Фрэнки» и обычно подписывались «Джеки». Возможно, что именно его преданность жене и детям была причиной холодного отчуждения, проявившегося у него ко времени прибытия в качестве главнокомандующего американских экспедиционных сил.
В 1915 году, за неделю до того, как его жена с их тремя дочерьми и сыном должна была прибыть в Эль Пасо, откуда он проводил свою кампанию против мексиканца Панчо Вильи, ему сообщили телеграммой, что пожар уничтожил его дом в офицерских казармах в Президио в Сан-Франциско, и что вся его семья, за исключением сына Френсиса, шести лет, погибла в огне. Першинг принял новость без проявления внешних эмоций, но спустя несколько дней его волосы поседели, а очертания рта приобрели жесткость, которая отмечала их и впредь.
Во Франции он имел мало близких друзей, дал мало пресс-конференций и ни одного личного интервью. Типичным было его обращение с Уэстбруком Пеглером, позднее знаменитым колумнистом. В это время Пеглер из Соединенной прессы был в возрасте 23 лет, самым молодым военным корреспондентом в штаб-квартире американской прессы. Так что, когда он объявил, что собирается пойти в главный штаб, чтобы потребовать интервью с Першингом, его коллеги только ухмыльнулись. Полчаса спустя Пеглер вернулся и уже печатал на своей печатной машинке. Наконец, один из старших корреспондентов не смог больше вытерпеть и как бы невзначай спросил Пеглера, что ему сказал Першинг. Пеглер вынул бумагу из машинки и протянул её спросившему. На ней читалось: «Этот корреспондент сегодня взял интервью с генералом Першингом. Генерал сказал: „Пеглер, убирайтесь к дьяволу из моего офиса“». Коллеги Пеглера позднее признали, что это было очень точное описание того, что случилось.

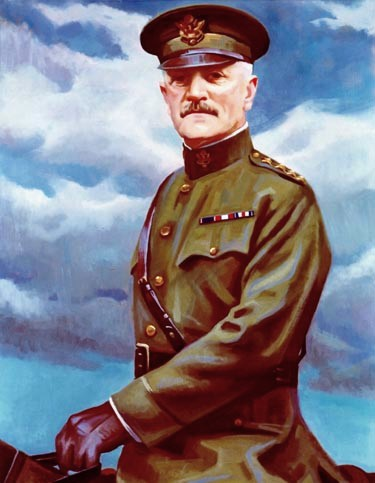
Джон Першинг в роли главы Генерального штаба

## После войны
После войны Джон Першинг приобрёл огромную популярность в США. В 1919 Конгресс США уполномочил президента присвоить ему высшее звание в американской армии — звание Генерала армий США (это звание было создано специально для Першинга и после было присвоено лишь Джорджу Вашингтону(посмертно, 1976г.) и Уллису Гранту(посмертно, 2022г.)). В 1920 возникла идея выдвинуть Першинга в президенты США, однако он отказался. 1 июля 1921 Першинг стал главой Генерального штаба США и занимал эту должность три года, вплоть до своего выхода в отставку 13 сентября 1924. В 1930-е выпустил мемуары под названием «Мой опыт мировой войны» (англ. My Experiences in World War), за которую в 1932 получил Пулитцеровскую премию. С мая 1937 и до конца жизни занимал пост президента Американского военного движения. Во время Второй мировой войны был сторонником активной поддержки Великобритании.

## Смерть
Скончался в военном госпитале Уолтера Рида в Вашингтоне, похоронен на Арлингтонском национальном кладбище.

## Память
В честь Першинга названы танк и баллистическая ракета. Имя генерала Першинга носит округ Першинг в штате Невада, а также площадь в центральном районе Лос-Анджелеса и площадь на пересечении 42 улицы и Парк Авеню в Нью-Йорке.
На аверсе американской медали изображён портрет генерала Першинга.
В 1961 году в США была выпущена стандартная почтовая марка с портретом генерала Першинга.

## Интересные факты
- Благодаря настойчивости Першинга появился самый распространённый в мире крупнокалиберный патрон 12,7×99 мм.[3]